# Пинисъярви
Пи́нисъя́рви (фин. Pinisjärvi) — озеро на территории Лоймольского сельского поселения Суоярвского района Республики Карелия.

## Общие сведения
Площадь озера — 1,7 км². Располагается на высоте 165,3 метров над уровнем моря.
Форма озера лопастная, продолговатая: вытянуто с северо-запада на юго-восток. Берега сильно изрезанные, каменисто-песчаные, местами возвышенные.
С восточной стороны озера вытекает безымянный водоток, который через ряд проток и озёр втекает в озеро Мунтанъярви, через которое протекает река Толвайоки, впадающая в озеро Виксинселькя, из которого, далее, через реку Койтайоки воды, протекая по территории Финляндии, в итоге попадают в Балтийское море.
В озере порядка десяти безымянных островов различной площади, однако их количество может варьироваться в зависимости от уровня воды.
С южной стороны озера проходит старая лесная дорога.
Код объекта в государственном водном реестре — 01050000111102000011806.